# کورتش
کورتش به (به انگلیسی: kurtaš) یک سری اسناد گِلی کشف شده از شهر باستانی استخر، به زبان عیلامی که حاکی از مکاتبات تجاری  هخامنشیان، و احتمالا پیش از آن دوران، دوره مادها و شاید عیلامی‌ها است. تجزیه و تحلیل به عمل آمده از جزئیات اسناد به این نتیجه منتج شده که اسناد مزبور مربوط به پرداخت وجه و یا مواجب دسته‌های گوناگون کارکنان می‌باشد که به نام کورتش خوانده شده‌اند.

## تعداد کورتش‌ها
کورتش‌ها به سه گروه تقسیم می‌شدند: دسته‌ اول پیشه‌وران و بیگانگانی که در لیست منظور نشده‌اند مانند سوریان، مصریان و یونانیان.
دسته دوم دسته‌های کارکنان دستگاه اقتصادی سلطنتی که به کارهای ساختمانی مشغول بودند و سن و جنس آنان معلوم است؛ زنان، دختران، مردان به انضمام کودکان. 
دسته سوم کارکنان کشاورزی خارج از شهر استخر و کورتش‌مرّی‌پ یا کارکنان متخصص مثل سنگ‌تراشان، درودگران، مسگران و غیره.